# Дайамонд, Дейвид
Дейвид Лиоу Да́йамонд (англ. David Leo Diamond; 9 июля 1915, Рочестер — 13 июня 2005, Брайтон, штат Нью-Йорк) — американский композитор. Член Национального института искусств и литературы с 1966 года.

## Биография
Сын Озиаса Дайамонда (англ. Osias Diamond) и Анны Шилдхаус (англ. Anna Schildhaus). В десятилетнем возрасте начал заниматься музыкой в Кливленде у Андре де Рибопьера. Затем учился в Истменской школе музыки у Бернарда Роджерса, занимался также в Нью-Йорке у Роджера Сешенса и в Париже у Нади Буланже. Молодого Дайамонда поддержали, в частности, Морис Равель и Йожеф Сигети. В 1951—1965 годах композитор жил и работал преимущественно в Италии, затем на протяжении двух лет преподавал в Манхэттенской школе музыки. С 1973 года на протяжении 25 лет был профессором Джульярдской школы, в 1988 году был удостоен звания почётного доктора; среди его многочисленных учеников, в частности, Лоуэлл Либерман. Утверждается также, что Дайамонд консультировал Гленна Гульда в его композиторской деятельности.
Умер  13 июня 2005 года. Как сообщалось в некрологе газеты The Boston Globe, Дайамонд был открытым геем и всю жизнь страдал как от гомофобии, так и от антисемитизма.

## Творчество
Дейвид Дайамонд — автор одиннадцати симфоний, трёх скрипичных концертов, десяти струнных квартетов, многочисленной иной камерной и симфонической музыки. Среди ранних сочинений Дайамонда — балет «Том» (1936), написанный на либретто Э. Э. Каммингса по роману «Хижина дяди Тома» и предназначавшийся для Леонида Мясина, однако так и не поставленный. Многолетнее содружество связывало Дайамонда с Бостонским симфоническим оркестром, впервые исполнившим его первую (1944), третью (1954) и шестую (1957) симфонии под руководством Сергея Кусевицкого в первом случае и Шарля Мюнша во втором и третьем; в 1960 г. одной из симфоний Дайамонда в исполнении оркестра дирижировал Аарон Копленд. Четвёртая, пятая и восьмая симфонии Дайамонда были впервые исполнены Леонардом Бернстайном, с которым Дайамонда связывали дружеские связи, прервавшиеся после того, как слишком приватные детали, по-дружески известные Дайамонду, были разглашены им в автобиографическом тексте. Премьерой первой симфонии Дайамонда дирижировал в 1941 году Димитрис Митропулос.